# Рок-Рапидс (Айова)
Рок-Рапидс (англ. Rock Rapids) — город и административный центр в округе Лайон в штате Айова в Соединённых Штатах Америки.
Согласно результатам переписи населения США, проведённой в 2020 году, число жителей города составляло 2611 человек, что, для такого небольшого населённого пункта, заметно больше (+ 2.4%), чем было во время предыдущей переписи прошедшей в 2010 году (2549 человек).

## История
Поселение было основано в 1868 году. Первое отделение Почтовой службы США под названием «Rock Rapids» было открыто в 1871 году. В 1890 году население города насчитывало 1394 человека. Город получил свое название от близлежащих живописных водопадов на реке Рок.
8 апреля 1885 года поселение было инкорпорировано и включено в реестр штата Айова, благодаря чему некорпоративное сообщество  официально получило статус города («Сity of» / «Town of»).

## География
Город Рок-Рапидс расположен вдоль реки Рок.
По данным Бюро переписи населения США, общая площадь города составляет 3,96 квадратных мили (10,26 км²) и вся эта территория покрыта сушей.

## Климат
Согласно данным представленным Национальной метеорологической службой США в городе Рок-Рапидс, согласно системе классификации климатов Кёппена, влажный континентальный с холодной зимой и жарким летом.

## Демография
В соответствии с данными переписи населения 2020 года в Рок-Рапидс проживало 2611 человек, 559 семей, насчитывалось 1 049 домашних хозяйств и 1 145 жилых домов. Расовый состав населенного пункта по данным переписи распределился следующим образом: 94,1% белых, 0,4% коренных американцев, 1,6% других народностей. Испаноговорящие составили 3,5% от всех жителей статистически обособленной местности.
Население по возрастному диапазону по данным переписи 2020 года распределилось в городе следующим образом: от 55 до 59 лет — 5,6%, от 35 до 39 лет — 6,5%, жители младше 5 лет — 7,0%, от 45 до 49 лет — 5,4%, между 20 и 24 годами — 4,4%, от 60 до 64 лет — 5,4%, между 5 и 9 годами — 6,7%, между 70 и 74 годами — 4,5%, от 30 до 34 лет — 5,2%, между 80 и 84 годами — 3,3%, от 50 до 54 лет — 4,9%, между 10 и 14 годами — 7,7%, от 65 до 69 лет — 6,5%, между 25 и 29 годами — 5,8%, между 15 и 19 годами — 7,3%, между 75 и 79 годами — 2,9%, от 40 до 44 лет — 6,1%. Средний возраст жителей составил 39,3 года.
Средний доход на одно домашнее хозяйство в Рок-Рапидс составил 74 304 долларов США, а средний доход на одну семью — 90 412 долларов. Мужчины имели средний доход 56 620 долларов США в год против 45 511 долларов среднегодового дохода у женщин. Доход на душу населения составил 29 812 долларов в год. Все семьи населенного пункта имели доход, превышающий уровень бедности. 0,9% от всей численности населения находилось на момент переписи населения за чертой бедности.